# Trade Empires
Trade Empires è un videogioco strategico in tempo reale sviluppato dalla Frog City Software e distribuito dalla Eidos Interactive in Europa e dalla Take-Two Interactive in Nord America. Il giocatore ha il compito di costruire numerose reti commerciali per sviluppare i suoi insediamenti, progredendo nei secoli con nuove tecnologie.

## Modalità di gioco
Trade Empires contiene 19 scenari di campagna, basati sui periodi più importanti della storia del commercio. Il primo scenario, fungente da tutorial, è ambientato nella dinastia Shang in Cina (1700-1100 a.C.), a cui seguono numerose campagne in ordine di difficoltà e periodo storico a partire dalle Prime Civiltà (2500-2310 a.C.), passando per l'età micenea, l'antico Egitto, la Fenicia, le guerre persiane, l'impero romano, la via della seta, l'ascesa dell'Islam, le dinastie Tang e Song, il Medioevo europeo, le vie commerciali in India prima e nell'Atlantico poi, e infine l'industrializzazione dell'Inghilterra e della Germania. Tuttavia, tutti i parametri dello scenario, come l'ubicazione delle città e delle risorse o il prezzo iniziale di queste ultime, sono definiti casualmente all'inizio di ogni partita.
Per vincere lo scenario, il giocatore deve controllare il commercio tra le diverse zone esistenti in esso, sfruttando tutte le possibilità e le variabili e tenendo conto soprattutto della disponibilità e del prezzo di mercato delle materie prime in modo da mantenere un bilancio positivo. Creando mercati che consentono lo scambio di merci nelle proprie città e stabilendo rotte commerciali sicure e a basso costo, il giocatore può rendere i mercati stranieri interessati ai beni della propria civiltà. Per migliorare la produttività di questi percorsi, il giocatore può investire nel miglioramento e nell'ammodernamento dell'infrastruttura che li compone, potendo ad esempio costruire edifici come presidi per migliorare la sicurezza. Anche lo status dell'impero incide sulla partita: a patto che si costruisca e si investa in maniera efficace, le città coinvolte in prospere rotte commerciali vedranno migliorare la loro qualità di vita e le loro possibilità di espansione.

## Accoglienza
Stando al sito web Metacritic, Trade Empires detiene un punteggio di 69/100 in base a 9 recensioni, indicando un'accoglienza "sulla media".